# Beşiktaş JK (szachy)
Beşiktaş JK – turecki klub szachowy z siedzibą w Stambule, sekcja Beşiktaş JK, sześciokrotny mistrz kraju.

## Historia
Sekcja szachowa Beşiktaş JK została założona w 2005 roku z inicjatywy Umuta Atakişiego. Klub został bezpośrednio wcielony do Süper Satranç Ligi i zajął trzecie miejsce w sezonie 2005. W 2006 roku zespół zdobył pierwszy tytuł, a jego zawodnikami byli m.in. Michaił Gurewicz, Ołeksandr Areszczenko, Jurij Kuzubow, Jewhen Mirosznyczenko i Kübra Öztürk. W kolejnym roku klub obronił mistrzostwo Turcji, z takimi zawodnikami w składzie jak Vüqar Həşimov i Barış Esen. Jednocześnie w 2007 roku Beşiktaş zadebiutował w Pucharze Europy, zajmując 40. miejsce. W 2009 roku uzyskano wicemistrzostwo kraju. W 2012 oraz 2013 roku zespół zdobył tytuły mistrzowskie. W Pucharze Europy, w którym na pierwszej szachownicy grał Dragan Šolak, klub wygrał cztery mecze, dzięki czemu zakończył rozgrywki na 17. pozycji. W 2014 roku Beşiktaş zakończył rozgrywki Süper Satranç Ligi na trzecim miejscu, a rok później zdobył mistrzostwo kraju. Rozgrywki Pucharu Europy zakończono natomiast na 38. miejscu. W sezonie 2017 klub zdobył swój szósty tytuł mistrzowski. Reprezentowany w Pucharze Europy m.in. przez Vahapa Şanala i Kubrę Öztürk, turecki zespół wygrał cztery mecze i zajął 13. miejsce w klasyfikacji. Sezon 2019 w kraju Beşiktaş JK zakończył wicemistrzostwem. W 2022 roku zespół nie wziął udziału w rozgrywkach Süper Satranç Ligi.

## Arcymistrzowie w historii klubu
- Ołeksandr Areszczenko[1]
- Ferenc Berkes[13]
- Władimir Fiedosiejew[14]
- Benjámin Gledura[15]
- Michaił Gurewicz[1]
- Vüqar Həşimov[1]
- Andriej Jesipienko[16]
- Jurij Kuzubow[1]
- Rauf Məmmədov[16]
- Şəhriyar Məmmədyarov[14]
- Robert Markuš[17]
- Jewhen Mirosznyczenko[1]
- Lewan Panculaja[18]
- Eltac Səfərli[16]
- Vahap Şanal[10]
- Dragan Šolak[6]
- Jewgienij Tomaszewski[16]
- Mustafa Yılmaz[16]